# Sergio Felipe
Sergio Felipe, vollständiger Name Sergio Andrés Felipe Silva, (* 21. Februar 1991 in Montevideo) ist ein uruguayischer Fußballspieler.

## Karriere
Der 1,78 Meter große Defensivakteur Felipe gehört mindestens seit der Apertura 2013 dem Kader des Erstligisten El Tanque Sisley an. Dort absolvierte er in der Spielzeit 2013/14 neun Spiele (kein Tor) in der Primera División. In der Saison 2014/15 wurde er in zwölf Erstligaspielen (kein Tor) eingesetzt. Im September 2015 folgte eine bis Jahresende währende Ausleihe zum Zweitligisten Villa Española, in deren Rahmen er sechsmal (kein Tor) in der Segunda División auflief. Anschließend kehrte er zu El Tanque Sisley zurück und absolvierte in der Clausura 2016 sechs Erstligaspiele (kein Tor) für den Klub. Anfang Juli 2016 schloss er sich erneut Villa Española an. Beim Erstligaaufsteiger kam er in der Saison 2016 13-mal (ein Tor) in der Liga zum Einsatz. Ende Januar 2017 verpflichtete ihn nach dem Abstieg seines bisherigen Arbeitgebers der Erstligist Sud América. Während der Saison 2017 lief er dort bislang (Stand: 11. Februar 2017) einmal (kein Tor) in der Liga auf.